# Сакс, Айра
А́йра Сакс (англ. Ira Sachs; род. 21 ноября 1965, Мемфис, Теннесси, США) — американский кинорежиссёр и сценарист.

## Карьера
Сакс добился первоначальной известности благодаря своему фильму «Дельта», выпущенному в 1996 году. Его драма «Сорок оттенков грусти», вышедшая в 2005 году, выиграла Гран-при кинофестиваля «Сандэнс» за лучший драматический фильм. В 2007 году Сакс снял криминальный фильм «Супружество» — экранизацию романа Джона Бингхэма «Пять кругов до рая».
В 2012 году Сакс выпустил драму «Пока горят огни», которую описал как полуавтобиографичную. Она получила положительные отзывы критиков и была удостоена ряда наград, в том числе премии «Тедди» Берлинского кинофестиваля, а также принесла Саксу три номинации на премию «Независимый дух». Его следующий фильм, «Любовь — странная штука» с Джоном Литгоу и Альфредом Молиной в главных ролях, вышел в 2014 году, вновь принеся ему номинации на премию «Независимый дух», а также «Спутник». В 2016 году Сакс выпустил драму «Маленькие мужчины», выигравшую главный приз жюри на кинофестивале в Довиле.
Его фильм, «Фрэнки» с Изабель Юппер в главной роли, был показан в основном конкурсе Каннского кинофестиваля и вышел в 2019 году. В 2023 вышел фильм «Пассажи» с Францем Роговски, Беном Уишоу и Адель Экзаркопулос, отобранный в основной конкурс фестиваля Sundance и во вторую по значимости программу Берлинского фестиваля «Панорама».

## Личная жизнь
Сакс — гей. С 2012 года состоит в браке с художником Борисом Торресом. У пары есть двое детей.

## Фильмография
- 1992 — «Водевиль» (англ. Vaudeville)
- 1993 — «Леди» (англ. Lady; короткометражный фильм)
- 1996 — «Дельта» (англ. Delta)
- 1996 — «Мальчик-девочка, мальчик-девочка» (англ. Boy-Girl, Boy-Girl)
- 2005 — «Сорок оттенков грусти» (англ. Forty Shades of Blue)
- 2007 — «Супружество» (англ. Married Life)
- 2010 — «Последний адрес» (англ. Last Address; документальный короткометражный фильм)
- 2012 — «Пока горят огни» (англ. Keep the Lights On)
- 2014 — «Любовь — странная штука» (англ. Love Is Strange)
- 2016 — «Маленькие мужчины» (англ. Little Men)
- 2019 — «Фрэнки» (англ. Frankie)
- 2023 — «Пассажи» (англ. Passages)
- 2025 — «День Питера Худжара» (англ. Peter Hujar's Day)